# North Star (Delaware)
North Star statisztikai település az USA Delaware államában, New Castle megyében. Lakosainak száma 8056 fő (2020).

## Népesség
A település népességének változása:

| 2010 | 7 980 |
| 2020 | 8 056 |